# James Iha
James Yoshinobu Iha (井葉吉伸?, Iha Yoshinobu; Chicago, 26 marzo 1968) è un chitarrista statunitense, noto per essere membro della rock band The Smashing Pumpkins.

## Biografia
Iha nasce a Chicago, nell'Illinois, il 26 marzo del 1968, figlio di immigrati giapponesi originari di Okinawa. Prima di fondare, insieme a Billy Corgan, gli Smashing Pumpkins nel 1988, ha fatto parte di altri gruppi, quali The Feds e Snake Train.
Durante la carriera nei Pumpkins, benché la mente creativa del gruppo fosse Corgan, ha partecipato alla scrittura di alcune canzoni, quali Blew Away in Pisces Iscariot, Bugg Superstar in Earphoria, Take Me Down nel doppio album Mellon Collie and the Infinite Sadness, ...Said Sadly, Believe, The Boy, e The Bells nel box set The Aeroplane Flies High, Summer, una b-side contenuta nel singolo di Perfect e Go nell'ultimo album dei Pumpkins, Machina II/The Friends and Enemies of Modern Music. Inoltre ha scritto, insieme a Corgan, I Am One dell'album Gish, Soma e Mayonaise in Siamese Dream, Plume in Pisces Iscariot, Farewell and Goodnight in Mellon Collie and the Infinite Sadness, e Tribute to Johnny in The Aeroplane Flies High.
Nel 1996 fondò una casa discografica, la Scratchie Records, insieme a D'arcy Wretzky, la bassista dei Pumpkins. Nel 1998 pubblicò un album da solista, che non ebbe molto successo, Let It Come Down.
Dopo la separazione dei Pumpkins nel 2000, Iha ha portato avanti diversi progetti. È stato membro della band A Perfect Circle dal luglio 2003, ed ha partecipato al loro album Emotive. Inoltre è apparso nelle registrazioni di alcuni gruppi quali Ivy e Fulflej. Nel 2003 ha fondato la band Vanessa and the O's.
Nel 2001, con l'aiuto dell'amico e manager Isao Izutsu, ha creato la marca di vestiti Vaporize.
Nel tour dei The Smashing Pumpkins del 2016, che nel frattempo si erano ricostruiti ad opera di Corgan e Chamberlin, anche James Iha torna a suonare con la band in alcune date, a distanza di 16 anni dall'ultimo concerto con questa formazione. Nel mese di Febbraio 2018, tramite il sito ufficiale, la band annuncia ufficialmente il ricongiungimento con James Iha e il ritorno con un tour negli Stati Uniti e in Europa denominato “Shiny and Oh So Bright Tour”.

## Discografia

### Da solista
- 1998 – Let It Come Down
- 1998 – Be Strong Now (singolo)
- 1998 – Jealousy (singolo)
- 2002 – Vapor Dream Music (singolo)
- 2005 – Linda Linda Linda O.s.t. (colonna sonora dell'omonimo film di Nobuhiro Yamashita)
- 2009 – Shine Your Light / You Can't Escape (singolo con Britta Phillips)
- 2012 – Look to the Sky
- 2012 – Speed Of Love (singolo)

### Con gli Smashing Pumpkins
- 1991 – Gish
- 1993 – Siamese Dream
- 1994 – Pisces Iscariot
- 1995 – Mellon Collie and the Infinite Sadness
- 1998 – Adore
- 2000 – Machina/The Machines of God
- 2001 – Machina II/The Friends and Enemies of Modern Music
- 2001 – Rotten Apples - Judas 0
- 2002 – Earphoria
- 2018 – Shiny and Oh So Bright, Vol. 1 / LP: No Past. No Future. No Sun
- 2020 – Cyr

### Con i Vanessa and the O's.
- 2003 – La Ballade d'O
- 2003 – Plus Rien

### Con gli A Perfect Circle
- 2004 – Emotive
- 2018 – Eat the Elephant

### Altri
- 2001 – Whiskeytown – Pneumonia (cori e chitarra)
- 2007 – Stephen Fretwell – Man On The Roof (chitarra addizionale)
- 2009 – Tinted Windows – Tinted Windows (voce e chitarra)
- 2009 – A Camp – Colonia (chitarra)
- 2009 – Eugene & The 1914 – Troubles (produzione e chitarra)
- 2013 – Yukihiro Takahashi – Life Anew (voce e chitarra)
- 2016 – Palaye Royale – Boom Boom Room (Side A) (cori e basso)
- 2022 – Puscifer – The Underwheling (da Bullet Train to Iowa/The Underwhelming Re-Imagined)

### Partecipazioni
- 2012 – Artisti Vari – Red Diamond - Tribute To Yukihiro Takahashi (presente con il brano Where Are You Heading To?)
- 2015 – Artisti Vari – We Are Disco!!! ~Tribute To The Telephones~ (presente con il brano Just One Victory)
- 2016 – Artisti Vari – Hello Goodbye (presente con il brano I'm So Tired con Shione Yukawa e Leo Imai)

### Collaborazioni
- 1996 – Fulflej – Wack-Ass Tuba Riff (chitarra solista e acustica nei brani Work In This Universe, Shells, Microwave)
- 1997 – Ivy – Apartment Life (chitarra nel brano Quick, Painless And Easy)
- 1997 – Ivy – Long Distance (chitarra nel brano Midnight Sun)
- 2001 – Chara – スカート (cori, chitarra, tastiere nel brano スカート)
- 2002 – Robert Plant – Last Time I Saw Her (singolo) (chitarra addizionale nel brano Last Time I Saw Her (Remix))
- 2002 – The Blank Theory – Beyond The Calm Of The Corridor (testi e produzione, chitarra nel brano Addicted)
- 2002 – The Sounds – Living In America (sassofono nel brano Riot)
- 2003 – Brookville – Wonderfully Nothing (chitarra nel brano Beautiful View)
- 2003 – Fountains Of Wayne – Welcome Interstate Managers (chitarra nel brano All Kinds Of Time)
- 2003 – Artisti Vari – Öyafestivalen Oslo 7.-9. Aug 03 (promo) (chitarra nel brano Fly Away dei Dharma)
- 2004 – Auf der Maur – Auf der Maur (chitarra EBow nel brano Head Unbound, chitarra e voce addizionali nel brano Skin Receiver)
- 2005 – Artisti Vari – Because Of Winn-Dixie: Original Motion Picture Soundtrack (presente nel brano Splish Splash con Adam Schlesinger)
- 2005 – Ivy – In The Clear (chitarra nei brani Tess Don't Tell e Clear My Head)
- 2005 – The Sound Of Urchin – The Diamond (chitarra EBow nel brano Blown Away)
- 2006 – Artisti Vari – Monsieur Gainsbourg Revisited (basso, chitarra, sintetizzatore, produzione nel brano I Love You (Me Either) (Je T'Aime Moi Non Plus) di Cat Power & Karen Elson)
- 2006 – Isobel Campbell – Milkwhite Sheets (chitarra, tastiere nel brano Thursday's Child)
- 2007 – Fountains Of Wayne – Traffic and Weather (chitarra nel brano Seatbacks And Traytables)
- 2009 – Annie – Don't Stop (chitarra nel brano I Can't Let Go)
- 2010 – Auf der Maur – Out of Our Minds (EP) (chitarra EBow nel brano Follow The Map)
- 2010 – Isobel Campbell & Mark Lanegan – Hawk (chitarra nei brani You Won't Let Me Down Again, To Hell & Back Again)
- 2010 – The Candles – Between The Sounds (chitarra, tastiere nel brano Anywhere Tonight)
- 2011 – The Static Jacks – If You're Young (tamburello nel brano Drano-Ears)
- 2012 – Cedar Park – Way Back Home (chitarra nel brano I Just Happen To Know)
- 2012 – Raymond & Maria – Jobs Where They Don't Know Our Names (produzione, slide guitar nel brano The Fish Are Swimming Slower Every Year, chitarra e percussioni nel brano Remember Me, cori nel brano Nora Wellington Jones)
- 2015 – Scott Weiland And The Wildabouts – Blaster (chitarra nel brano Blue Eyes)
- 2017 – WPC – Ogilala (chitarra nel brano Processional)
- 2020 – Peals – Honey (chitarra, basso, sintetizzatore, voce nel brano Punk Migration)
- 2021 – Strand Of Oaks – In Heaven (chitarra nel brano Easter)

## Videografia

### Con gli Smashing Pumpkins
- 1996 - Vieuphoria VHS
- 2001 - Greatest Hits video collection 1991-2000 DVD
- 2008 - Live in Tokio june 30, 2000 DVD

### Con i Vanessa and the O's.
- 2005 - Charlie charlie Videoclip

### Altro
- 2001 - Skirt con Chara - Videoclip